# 宝贝女儿好妈妈
《宝贝女儿好妈妈》，是一部使用Adobe Flash製作的中国动画，由广东原创动力文化传播有限公司出品。这部动画片诙谐幽默地讲述了一个普通中国家庭的生活。

## 故事说明
故事主要以搞笑的形式，讲述在某城市里一个主要由爱搞恶作剧的姐姐、贪吃的妹妹、倒霉的爸爸、唠叨的妈妈、时尚的太奶奶和没主见租客组成的普通家庭的生活趣事。动画展现了家人与家人间的亲情，折射着社会的方方面面。

## 人物介绍

### 家人
- 陈大迪（姐姐）

配音：祖晴
喜欢恶作剧，热心，聪明
- 陈小迪（妹妹）

配音：梁颖
学生，常被姐姐捉弄，喜欢追星
- 陈卫霖（爸爸）

配音：孙金华
倒霉，但是很乐观
- 吴贤慧（妈妈）

配音：邓玉婷
唠叨，严厉，喜欢占小便宜
- 太奶奶

配音：？？？
不服老，十分时尚，是一个老顽童

### 租客
- 伟哥

配音：李团
喜欢大迪，没主见，倒霉 

### 其他
- 浩浩

配音：？？？
调皮，童言无忌，人小鬼大

## 主题曲

### TV版
- "You can be beautiful too"（词曲演唱：古倩敏／编曲：黄文华／音乐制作：志人音乐）
- MV由黄伟明制作

### 电影版
| 片名                           | 主题曲 |
| ------------------------------ | ------ |
| 宝贝女儿好妈妈之吃记忆的大雪球 | 好爸爸 |

## 制作人员

### 第一部
- 发行许可证号：（粤）动审字[2005]第025号
- 配音演员：祖晴、王虹、梁颖、李团、孙金华、曹群耀、王瑶、郭东文
- 人物设计：黄伟明
- 动画设计：郑晓怡、罗宏声、雷东、林裕庭、孙海、黄智龙、罗应康、张恒
- 制作统筹：蔡瑞琼
- 制片主任：张颖、黎丽斯
- 后期剪辑：黄仕宏
- 技术指导：李家贤
- 音效制作：广州盈彩影视制作有限公司
- 编剧：黄伟明、黄仕宏、杨雨格、笑吧
- 导演：黄伟明
- 监制：刘蔓仪
- 制作发行：广东原创动力文化传播有限公司
- 出品人：广东原创动力文化传播有限公司

## 電視剧集
- 第一部：1-40集
- 第二部：宝贝女儿好妈妈之快乐的家庭，合100集

共计：140集

## 相关作品

### 电影
- 第1部：宝贝女儿好妈妈之吃记忆的大雪球（2012）

### 电视剧
- 主要由动画片改编而成。

### 漫画
- 主要由动画TV版抓拍而成。

## 获奖信息
| 年份 | 奖项                 |
| ---- | -------------------- |
| 2005 | 第二批优秀国产动画片 |
| 2006 | 电视动画片优秀节目奖 |